# 御所ダム
御所ダム（ごしょダム）は、岩手県盛岡市繋地先、一級河川・北上川水系雫石川に建設されたダムである。
国土交通省東北地方整備局が管理する特定多目的ダムで、北上川上流改定改修計画に基づき建設された「北上川五大ダム」で最後に完成したダムである。堤高52.5m、型式は重力式コンクリートダムとロックフィルダムが複合したコンバインダムである。ダム湖は御所湖（ごしょこ）と呼ばれ、盛岡市の一大観光地となっている。

## 沿革
北上川の河川総合開発として1954年（昭和29年）より「北上特定地域総合開発計画」が建設省（現・国土交通省）によって強力に推進されるようになり、既に施工が始まっていた北上川に5箇所の多目的ダムを建設する「北上川五大ダム」計画も更に加速して行った。この中で盛岡市内で北上川に合流する雫石川についても治水・利水の重要性が認識されており、既に1941年（昭和16年）には現地点でのダム建設の計画が立ち上がっていた。1953年（昭和28年）よりダム建設の予備調査が開始された。その後堤高・型式について幾度の変更を行って実施計画調査に入った。
ダム建設は1967年（昭和42年）より着手されたが、水没世帯数は湯田ダムの622世帯に次ぐ520世帯に及び、補償交渉は極めて難航した。1973年（昭和48年）に水源地域対策特別措置法の施行に伴い翌1974年（昭和49年）7月20日、法9条に基づく国庫補助率嵩上げ対象ダムに指定され（法9条指定ダム）周辺整備・移転地利子補給等の水没補償対策が為された。この結果補償交渉は漸く妥結し1981年（昭和56年）に完成の運びと成る。
本ダムは「五大ダム」の1つであるため、2021年に「北上川上流総合開発ダム群」として土木学会選奨土木遺産に選ばれる。

## 目的
型式は1941年当初は堤高32.5mの重力式コンクリートダムとして計画されていたが、その後幾多の改定を経て最終的には重力式コンクリートダムとロックフィルダムの複合型ダムとして計画された。この様な複合型ダムをコンバインダムと呼び、コンバインダムの建設事例としては竜門ダム（菊池川水系迫間川・国土交通省九州地方整備局）、忠別ダム（石狩川水系忠別川・国土交通省北海道開発局）、美利河ダム（後志利別川水系後志利別川・国土交通省北海道開発局）等がある。
目的は一関市狐禅寺地点において計画高水流量（計画された最大値の洪水流量）を他の四ダムと共に毎秒13,000トンを毎秒8,500トンへ軽減（毎秒4,500トンのカット）させる洪水調節、鹿妻穴堰頭首工地点における許可水利権分の用水を毎秒15トン、約4,700haの農地に供給する不特定利水、盛岡市へ毎秒64,800トンの上水道供給、岩手県営御所発電所による認可出力13,000kWの発電である。
御所ダムの完成によって、1941年（昭和16年）旧内務省の「北上川上流改修計画」によって田瀬ダムの建設が着手され、戦後「北上特定地域総合開発計画」の実施により展開された北上川総合開発事業は、実に40年の歳月を経て完了した。現在は胆沢川の石淵ダム機能強化を図るべく胆沢ダムの建設が進められている。

## 名前の由来
一般に「京都ではないのに御所という名が用いられていること」への疑問があるが、かつての公家・武家の高位者を指す意味では、京都のそれと同義である。当ダムのある旧「御所村」（現雫石町）に因む。「御所」の名は、北畠顕成の子北畠顕忠が「北畠少弐」を名乗り、奥州岩手郡に下向して雫石の地に居館を構えて「滴石御所」と名乗ったことによる。北畠氏は元来、京都に発し村上源氏中院家の流れを汲む公家であり、北畠顕家の代で鎮守府将軍となり、奥州経営に乗り出していた。

## 御所湖

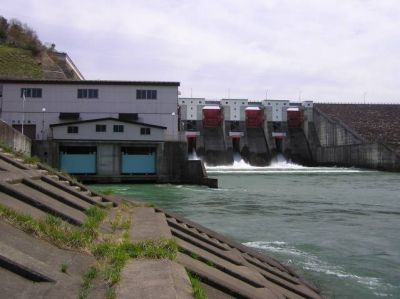
岩手県企業局・御所発電所

この後ダム湖は「御所湖」と名づけられ、周辺整備が進められた。この結果国土交通省・水資源機構所管のダム湖の中で年間湖面利用者が第1位となった。
これは、付近に繋温泉や小岩井農場を始め、リゾート施設やスキー場といった観光施設が多く、且つ盛岡市内から10km程度の距離で東北自動車道盛岡IC等からの交通アクセスも良いことからと推測されるが、水特法の理念である水源地域の活性化を地道に継続してきた結果ともいえる。
2005年（平成17年）には盛岡市の推薦により、財団法人ダム水源地環境整備センターの認定するダム湖百選に選定された。北上川五大ダムでは田瀬湖（田瀬ダム・猿ヶ石川）・錦秋湖（湯田ダム・和賀川）と共に選定されている。
周辺は岩手県立御所湖広域公園に指定されており「ごしょこものしり館」や「御所大橋北園地」・「尾入野湿性植物園」がある。
また、「御所湖まつり」をはじめロードレース大会等数々のイベントが開催されている。
他にも、御所湖はハクチョウ飛来地としても有名で、ハクチョウ以外にも多くのカモ類やカワウ、カンムリカイツブリなども多く見られる。稀にオジロワシも見れることがある。
また、近隣の森ではヒタキ科の鳥やオオタカ、アカショウビンなども見られる。

## ギャラリー

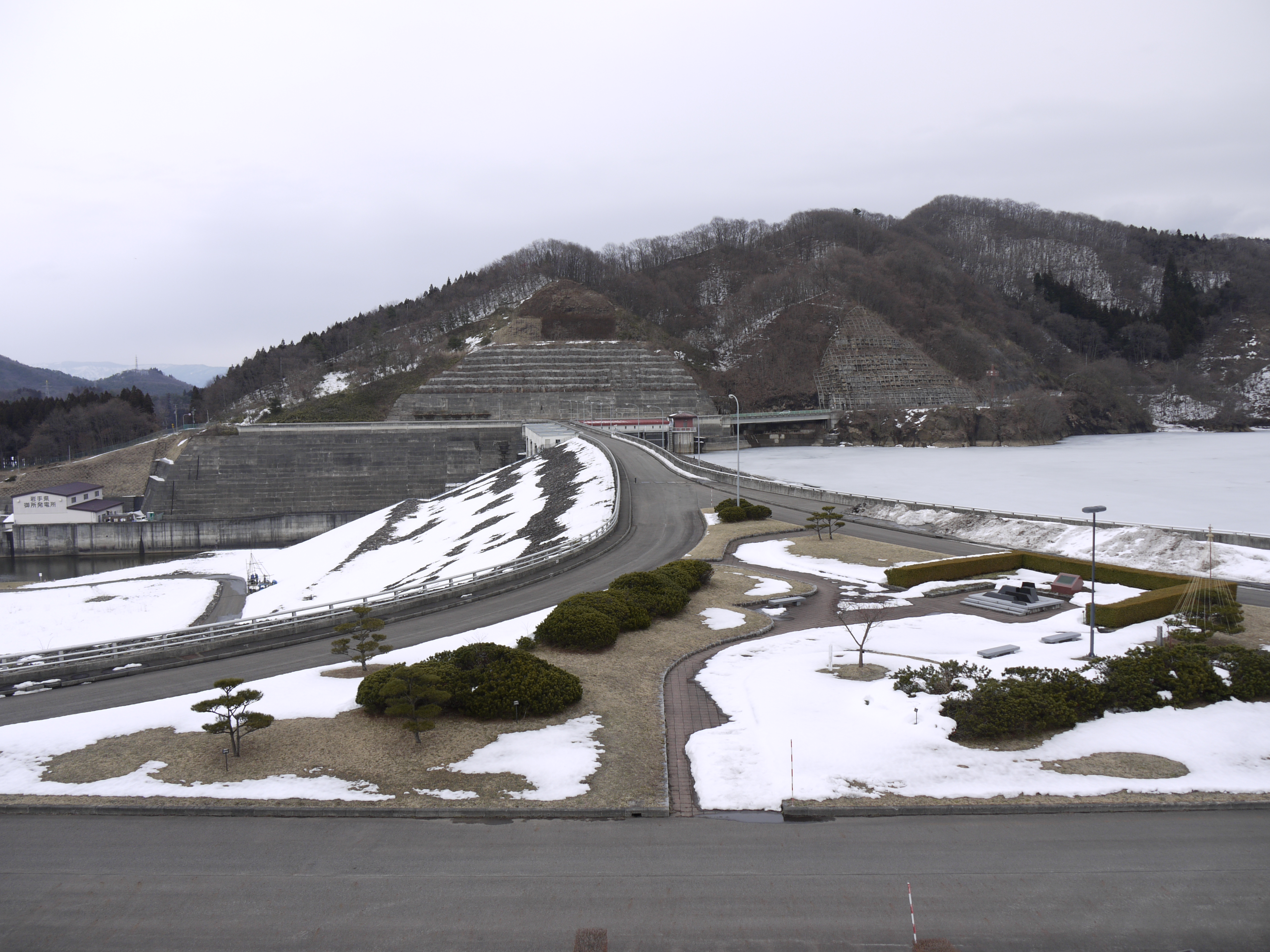
ダム堤体 上は道になっており歩くことができる（2010年3月）
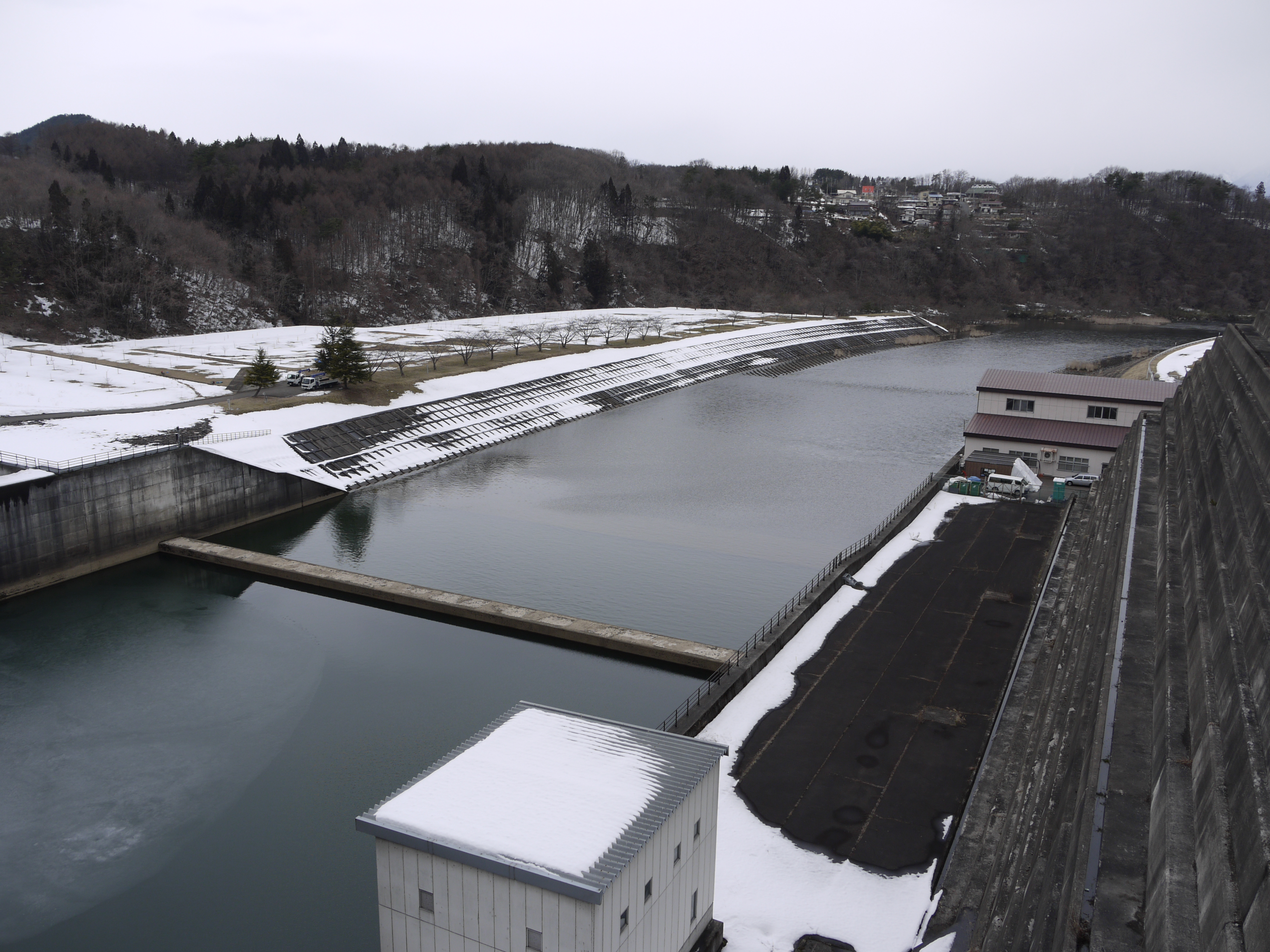
堤体より下流を望む（2010年3月）
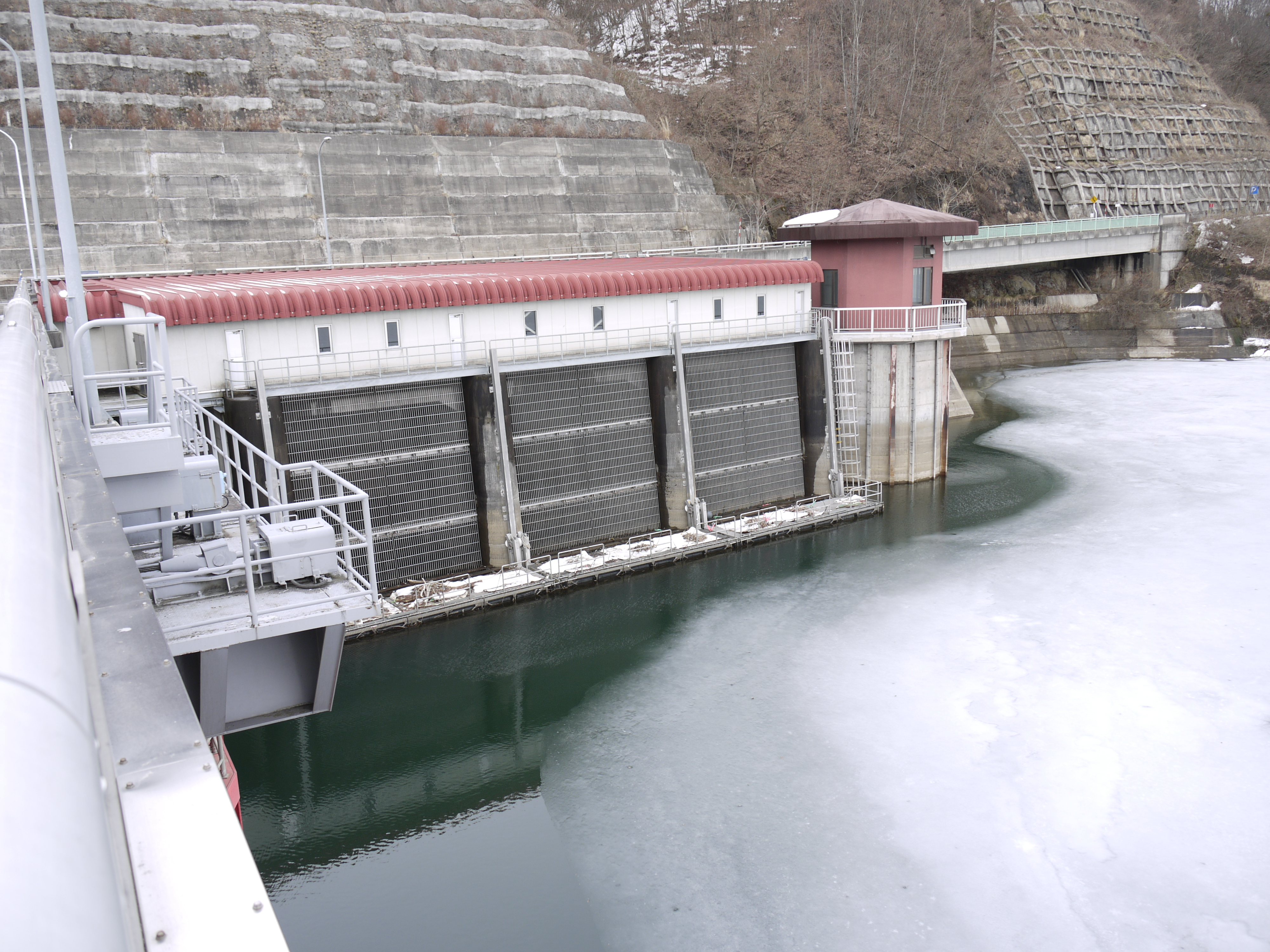
堤体ダム湖側の様子（2010年3月）
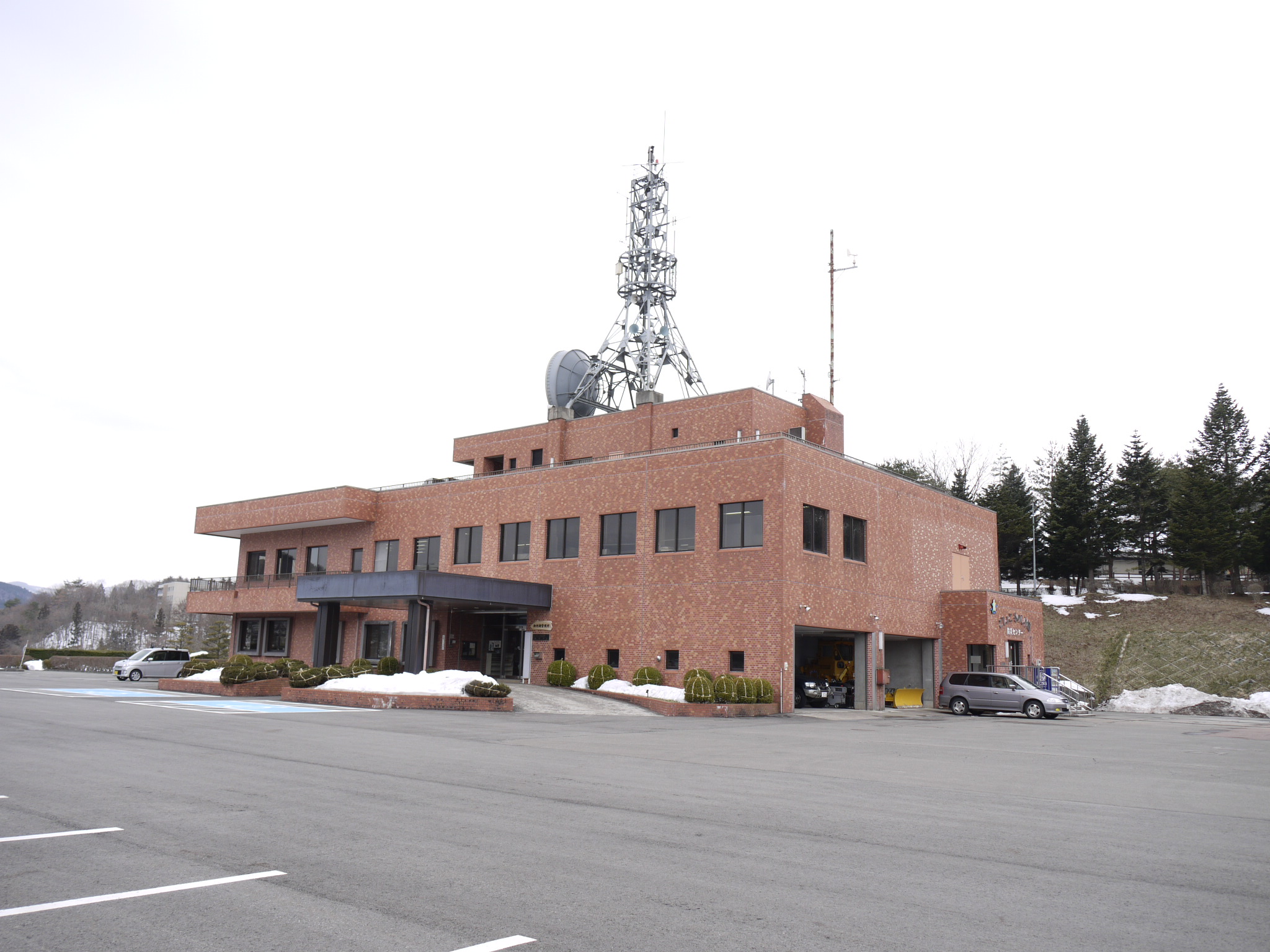
事務所（2010年3月）
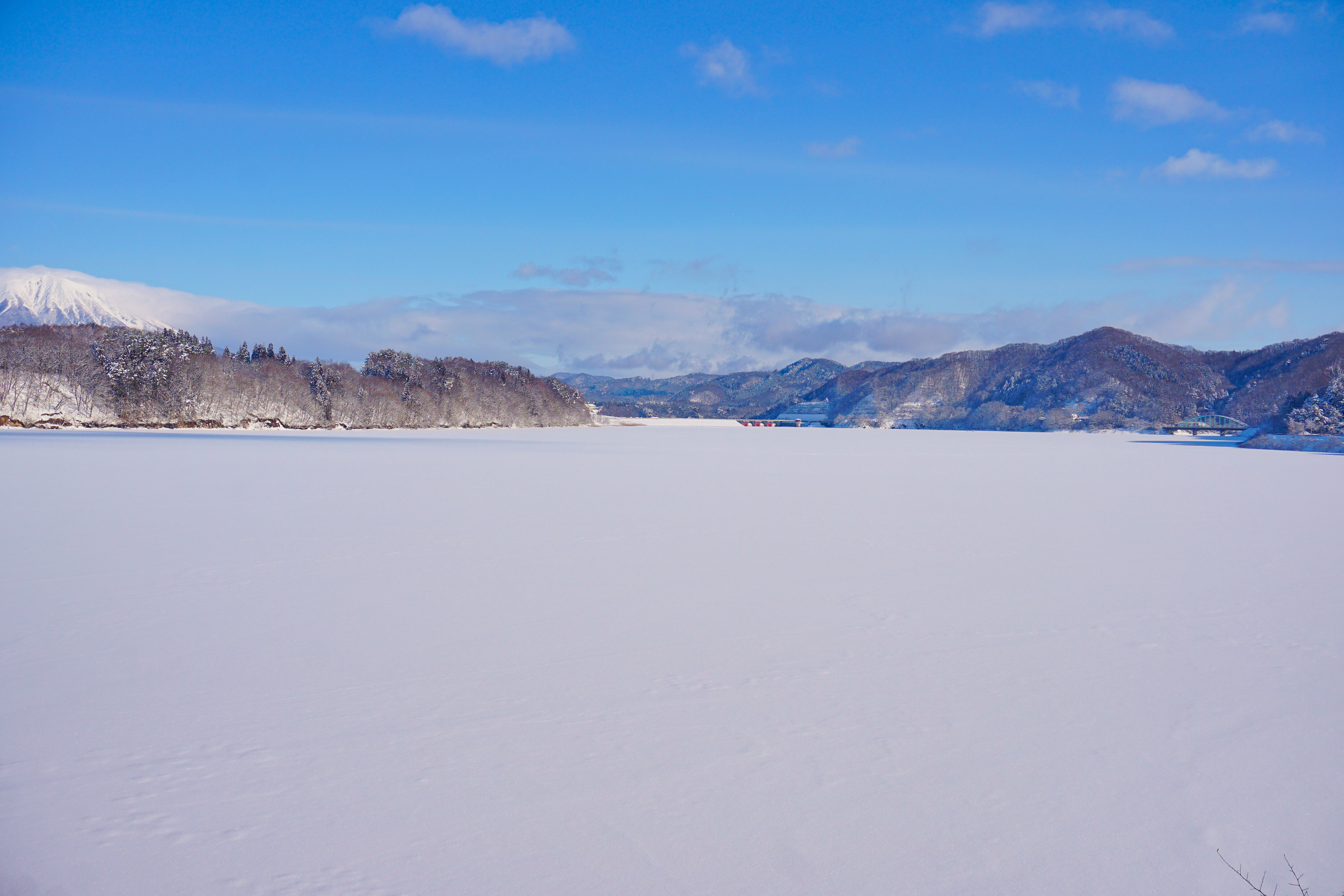
氷結した御所湖（2023年2月）